# Castellas de Saint-Victor-la-Coste
Le Castellas est un ancien château fort, de nos jours ruiné, dont les vestiges se dressent sur la commune française de Saint-Victor-la-Coste dans le département du Gard, en région Occitanie.
Les ruines du Castellas font l'objet d'une inscription au titre des monuments historiques.

## Localisation
Les ruines du château sont situées sur une pyramide rocheuse dominant la vaste plaine du Bas-Rhône et du Comtat, sur la commune de Saint-Victor-la-Coste, dans le département français du Gard. Le Castellas avec ses puissantes fortifications, dominait la plaine de la Tave, et de ses tours l'on pouvait surveiller la vallée du Rhône mais aussi les routes qui menaient vers Uzès, puissante ville durant le Moyen Âge.

## Historique
Le village de Saint-Victor-la-Coste est la seule agglomération du val de Tave possédant un piton rocheux, ce qui explique la construction d'une forteresse au flanc nord de la colline, et qui se nomme aujourd'hui le Castellas. Cette forteresse appartenait au domaine de la maison de Sabran, connétables du comte de Toulouse. La puissance des Sabran attire entre le XIe et le XIIe siècle la population de Saint-Victor qui vivait jusque-là dans la vallée et qui vint s'installer sur le flanc nord de la colline.
Le pouvoir des Sabran s'est effondré, avec la défaite des comtes de Toulouse, lors de la croisade du roi de France contre les Albigeois. En 1249, le château fort fut livré au sénéchal royal de Beaucaire qui en fit abattre les fortifications sur ordre du roi. Dès lors, Saint-Victor ne fut plus qu'une seigneurie parmi tant d'autres, appartenant successivement aux vastes domaines de plusieurs familles féodales : les Montlaur, Poitiers, Nicolaï, Gadagne.

## Description
Le Castellas se présentent sous la forme d'une enceinte polygonale irrégulière longue d'une cinquantaine de mètres et d'un donjon rectangulaire. L'enceinte vers le sud-est se termine par un angle aigu, en éperon face aux hauteurs voisines qui se rattachent au mamelon fortifié par un ensellement favorable à un assaut.

## Protection aux monuments historiques
Les ruines du Castellas sont inscrites par arrêté du 27 mars 1991.